# Dżuba

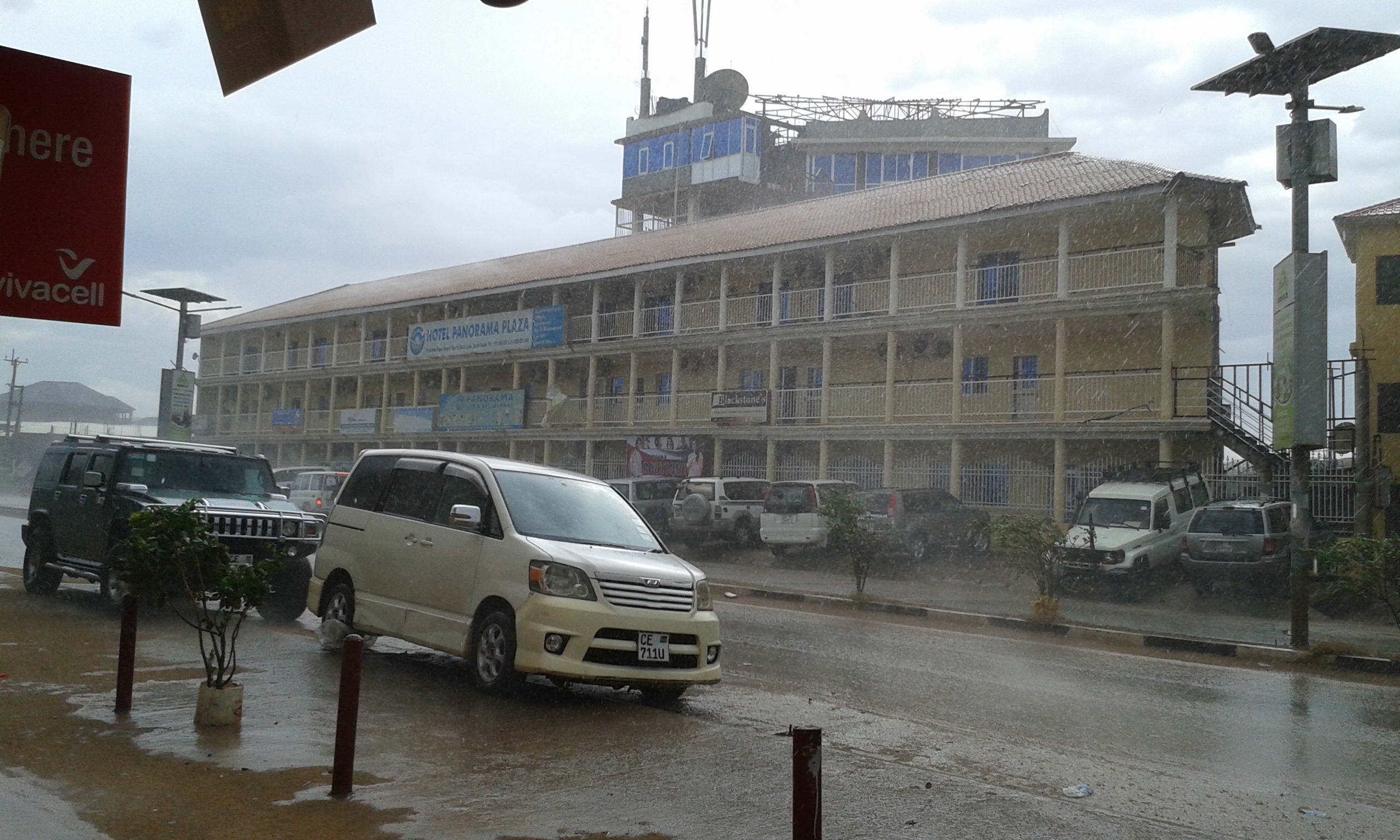
Jeden z wielu hoteli zbudowanych po uzyskaniu niepodległości (9 lipca 2011)

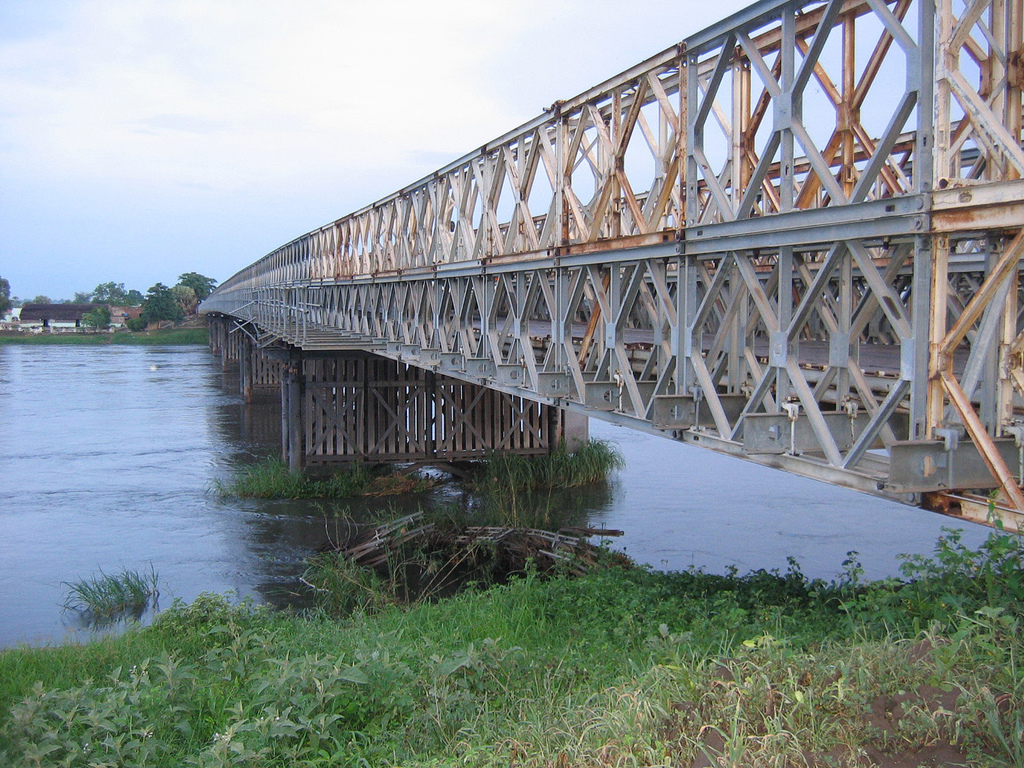
Most w Dżubie

Dżuba (ang. Juba, arab. جوبا) – stolica i największe miasto w Sudanie Południowym nad Nilem Górskim, stolica utworzonej w 2005 autonomicznej republiki Sudanu Południowego, a od 9 lipca 2011 niepodległego państwa, ośrodek administracyjny stanu Ekwatoria Środkowa.

## Demografia
Dżuba jako stolica nowego państwa przeżywa bardzo szybki wzrost liczby mieszkańców. Nie ma dokładnych danych. Najnowsze szacunki mówią o prawie czterystu tysiącach mieszkańców w 2011 roku, przy 150 tysiącach w 2004 roku.

### Wzrost ludności
| Rok  | Populacja |
| ---- | --------- |
| 1973 | 56,740    |
| 1983 | 83,790    |
| 1993 | 114,980   |
| 2004 | 150,000   |
| 2005 | 163,440   |
| 2006 | 250,000   |
| 2011 | 372,410   |

## Historia

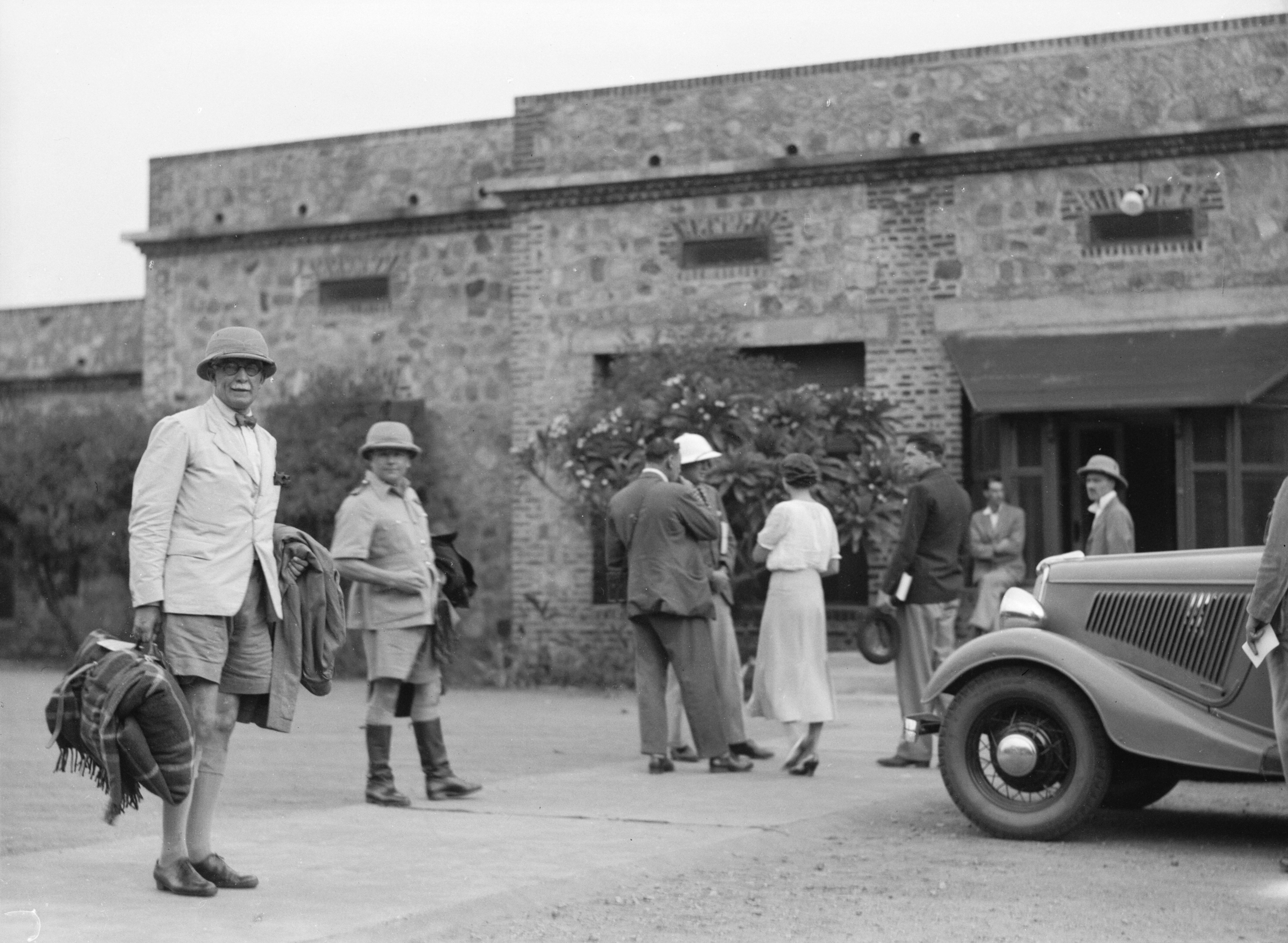
Hotel w Dżubie w 1936 roku

Miasto zostało założone w 1922 roku przez greckich kupców na lewym brzegu Nilu.
Budynki które mieszczą dziś siedziby Buffalo Commercial Bank, Nile Commercial Bank, Paradise Hotel oraz rezydencję konsula norweskiego pochodzą właśnie z tego okresu i są one jedynymi stałymi budowlami powstałymi przed 1940 rokiem.
W 1932 r. odwiedził Dżubę polski podróżnik Kazimierz Nowak. Przyjechał rowerem z północy, zatrzymał się na krótko w Malakal. Następnie wędrując „przez całe tygodnie” (odległość ok. 500 km) przez rozległe tereny bagniste wzdłuż Nilu przybył do Dżuby. Tak opisuje swoją wizytę:

Spoza morza traw wyłoniła się wstęga Bahr el-Gebel (Rzeka Górska /czyli Biały Nil/), a po drugiej jej stronie zarysowało się umarłe miasto, dawna stolica okręgu Mongalla. Tu zakończyła się moja przeprawa przez mokradła, znalazłem drożynę suchą, choć wyboistą. Szprychy pękały, ja jednak gnałem ile tchu w piersiach do nieodległej Dżuby, obecnej stolicy prowincji, gdzie spodziewałem się odebrać oczekujące mnie listy, a może nawet i pieniądze... Spotkał mnie jednak zawód! Listy były, ale pieniędzy ani śladu. Otaczały mnie sklepy, w których można było dostać i piękny biały chleb, wędliny, czekoladę, cukier i egipskie papierosy, ale ja w kieszeni miałem zaledwie kilka piastrów.

Oczekując w Dżubie na korespondencję z Brukseli, zawierającą zgodę Ministerstwa Kolonii na zwolnienie z opłat związanych z przekroczeniem granicy Konga belgijskiego, Kazimierz Nowak udał się na „wycieczkę krajoznawczą” w kierunku Torit, ku granicy Abisyni (obecnie Etiopia) – ok. 300 km w jedną stronę. Trasa podróży wiodła przez „bezkresną sawannę, przechodzącą miejscami w gęste lasy”, w których napotkał wiele żyjących w nich wtedy jeszcze dzikich zwierząt.
W 1947 odbyła się tutaj konferencja, na której zdecydowano o połączeniu południa i północy Sudanu w jedno państwo, wbrew nadziejom Brytyjczyków, którzy chcieli przyłączyć południowy Sudan do Ugandy. W 1955 wybuchła I wojna domowa w Sudanie, która trwała do 1972. Podczas tego konfliktu oraz w czasie drugiej wojny domowej (1983-2005) wokół miasta koncentrowały się najcięższe walki.
W 2005 Dżuba została przekazana Ludowej Armii Wyzwolenia Sudanu. Od tego czasu miasto stanowiło stolicę autonomicznego Sudanu Południowego (tymczasową stolicą było również miasto Rumbek), aż do ogłoszenia niepodległości w początkach roku 2011. Od tego czasu miasto jest oficjalną stolicą kraju.

## Gospodarka
Dżuba to ważny ośrodek handlowy (tytoń, kawa, papryka) oraz węzeł komunikacyjny Sudanu Południowego. Znajduje się tutaj port rzeczny na Nilu, stanowiący początek głównego szlaku wodnego Sudanu i lotnisko. Ponadto dochodzą tutaj drogi z Kenii, Ugandy i Demokratycznej Republiki Konga. Infrastruktura drogowa ucierpiała jednak poważnie w czasie wojny. Miasto jest również siedzibą Narodowego Uniwersytetu Dżuby. W marcu 2015 r. rozpoczęła się budowa drugiego mostu na Nilu, finansowana przez rząd Japonii.

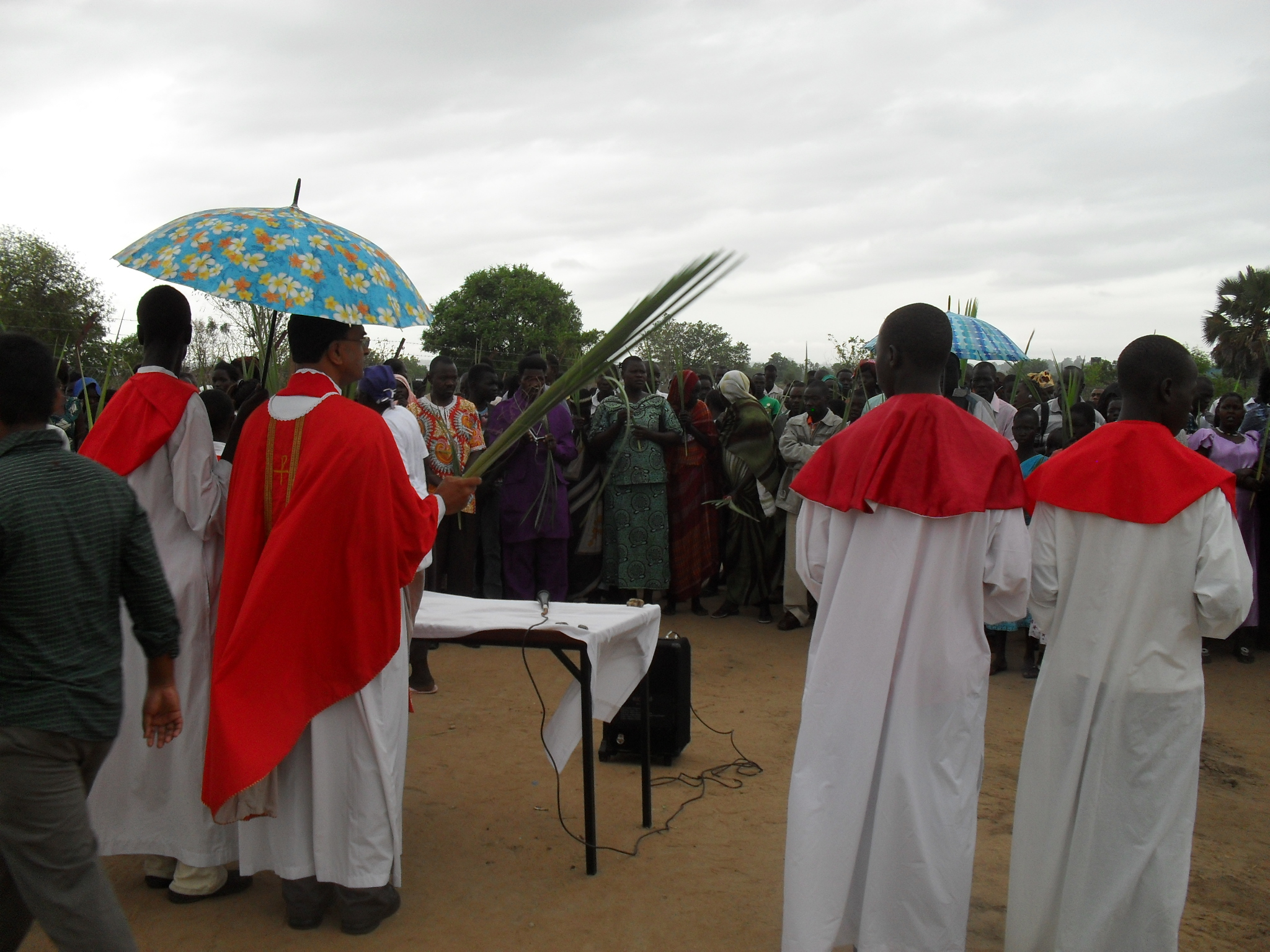
Niedziela Palmowa w parafii salezjanów w Gumbo, dzielnicy Dżuby.

## Życie religijne
W trakcie rządów brytyjskich Dżuba była chrystianizowana przez misjonarzy anglikańskich. W mieście istnieje diecezja Kościoła Episkopalnego, z biskupem Danielem Deng Bul Yak. Misjonarze innych kościołów nie mieli zgody władz kolonialnych na działalność. Kościół katolicki mógł prowadzić misje jedynie w pewnych rejonach Sudanu, np. na zachodzie kraju w mieście Wau. Po odejściu Brytyjczyków, także w wyniku migracji, w Dżubie pojawiły się inne wyznania chrześcijańskie, m.in. katolicyzm. Miasto jest siedzibą Archidiecezji Dżuby, z biskupem Stephenem Ameyu Mullą, przewodniczącym konferencji episkopatu Sudanu południowego. W obrębie miasta działa jedenaście parafii katolickich, prowadzonych przez kler miejscowy oraz zgromadzenia zakonne, m.in. kombonianów, którzy byli pionierami misji w Sudanie, Salezjanów i Franciszkanów. Istnieje także między-diecezjalne katolickie seminarium duchowne.
W Dżubie istnieje także społeczność islamska. Sekretarzem generalnym Rady Islamskiej Sudanu Południowego jest Al-Tahir Bior Abdallah Ajak. Wierni to głównie imigranci z Somalii.

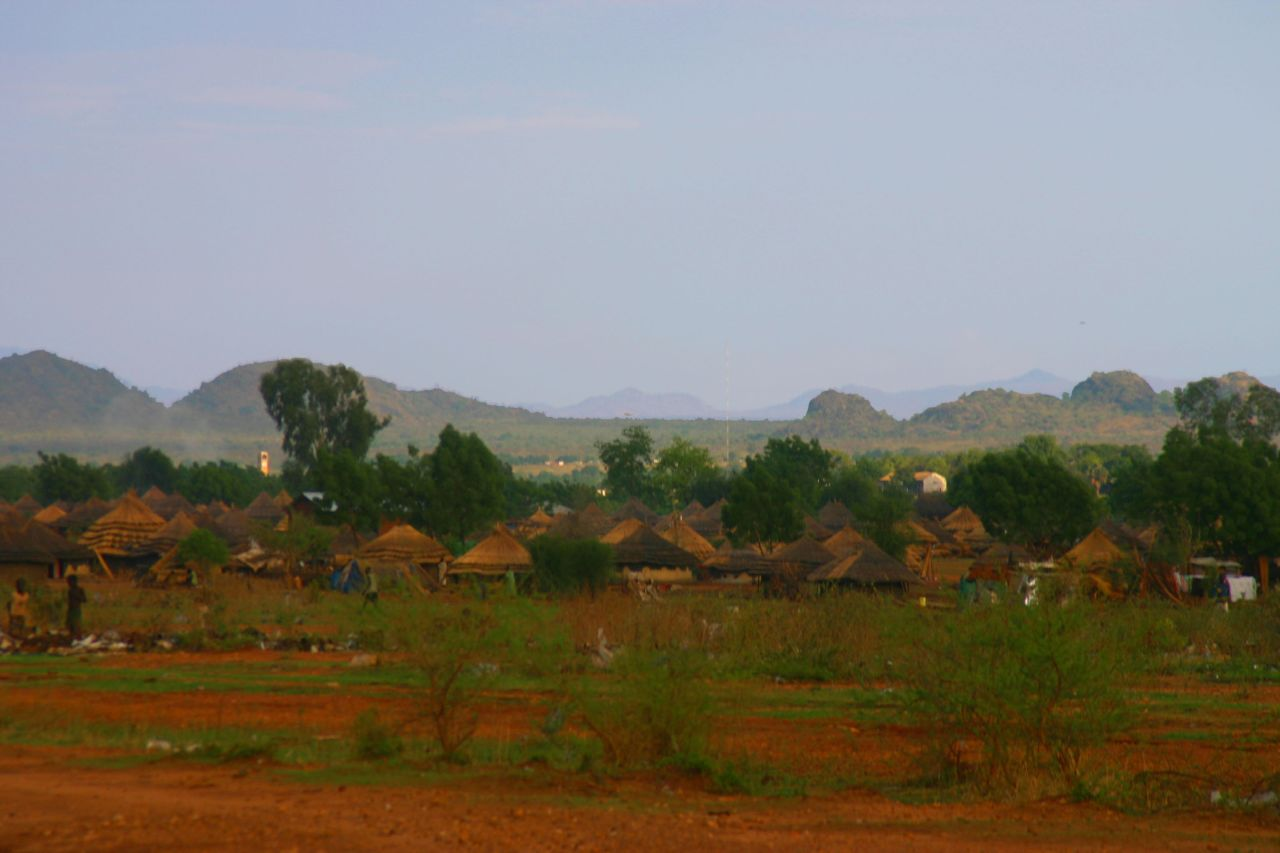
Osadnictwo w Dżubie

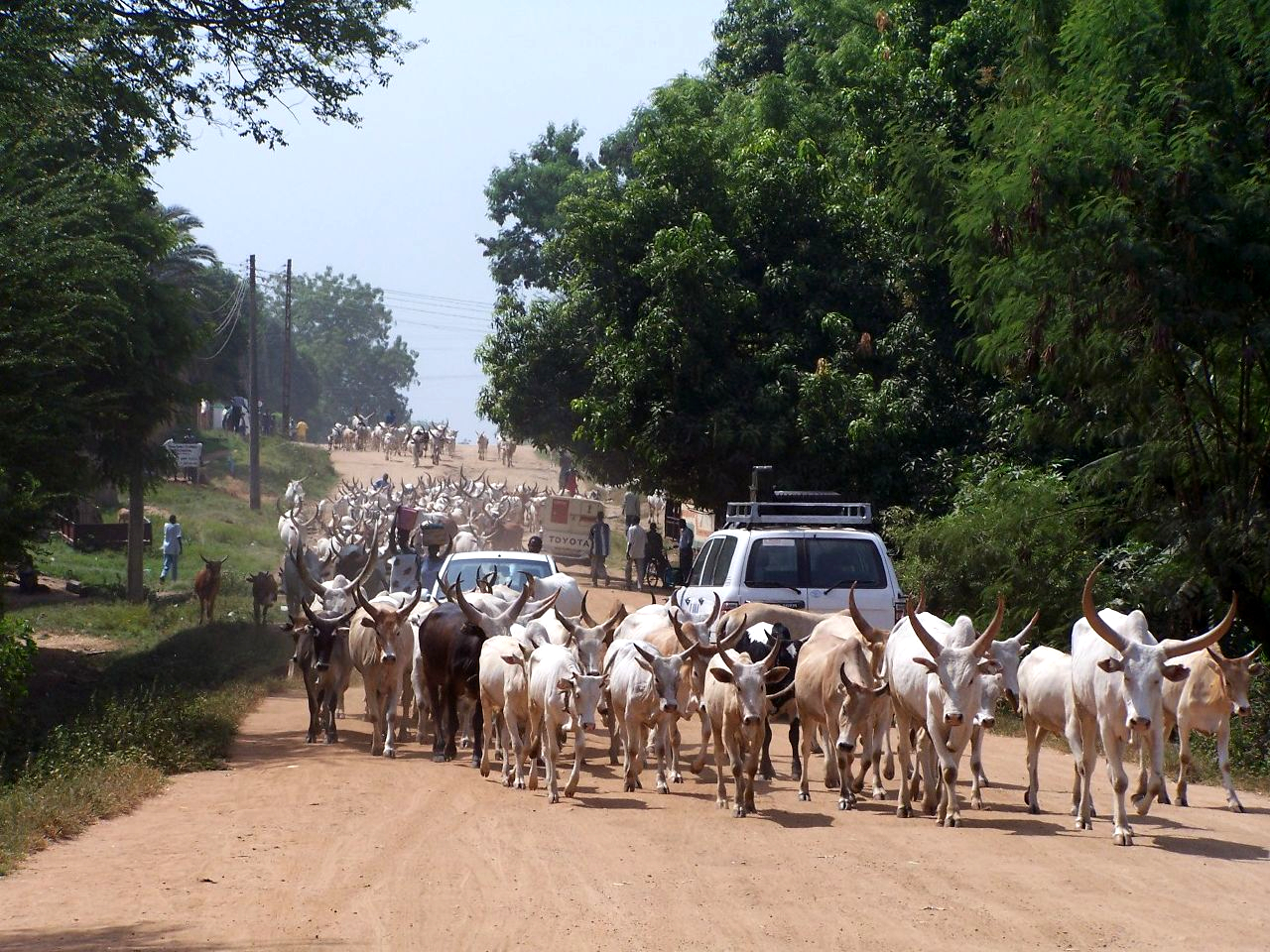
Bydło na przedmieściach Dżuby